# Herz Jesu (Bechhofen)
Herz Jesu ist eine nach dem Heiligsten Herz Jesu benannte Kirche der römisch-katholischen Pfarrei Bechhofen (Dekanat Herrieden im Bistum Eichstätt) und wurde 1956 nach Plänen des Ingolstädter Architekten Ludwig Geith errichtet.

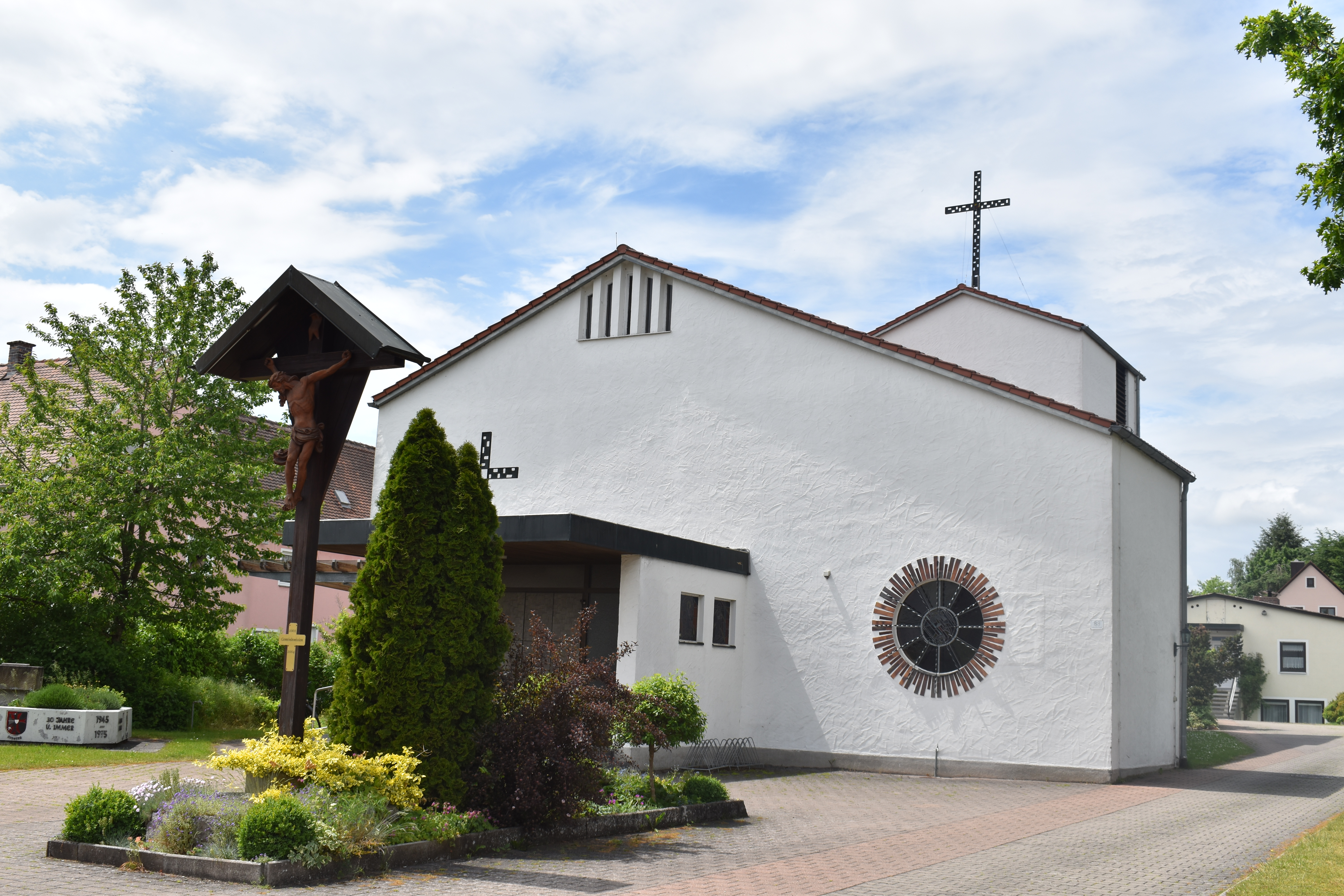
Hauptfassade

## Geschichte

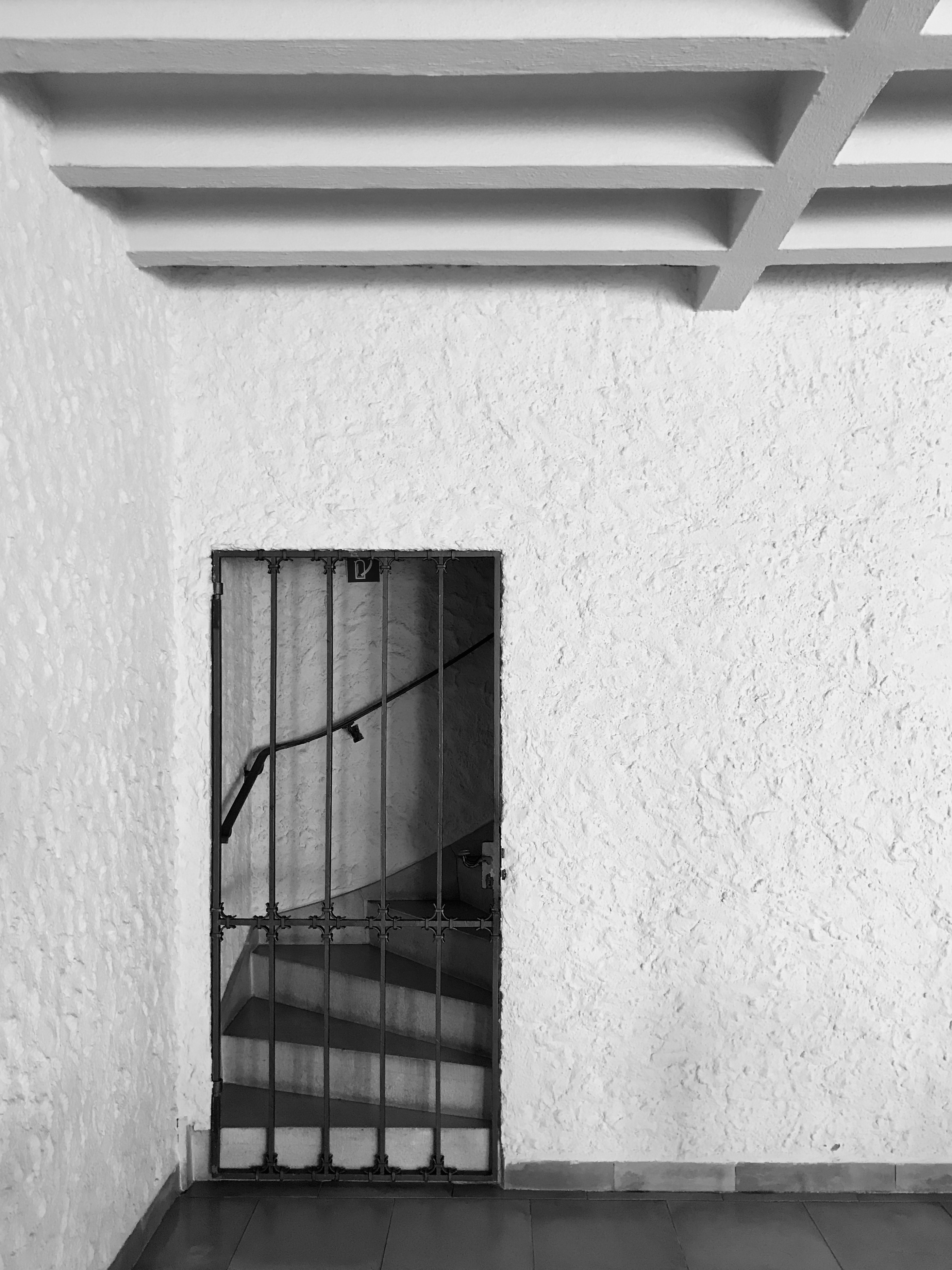
Treppenhaus

Seit der Reformation ist Bechhofen evangelisch-lutherisch. 1925 waren nur 2 % der Bevölkerung römisch-katholisch. Durch den Zweiten Weltkrieg kamen Heimatvertriebene römisch-katholischer Konfession nach Bechhofen. 1946 waren es 860, 1947 1200 Katholiken. Bechhofen wurde zur Kuratie von St. Laurentius (Großenried). Gottesdienste konnten zunächst in der evangelischen Johanniskirche gefeiert werden. 1952 wurde ein Grundstück an der Ansbacher Straße erworben. Mit finanzieller Unterstützung des Bauordens des Geistlichen Werenfried van Straaten konnte am 18. Juli 1955 mit dem Bau der Kirche begonnen werden. 1956 wurde die Kirche unter dem Eichstätter Bischof Joseph Schröffer konsekriert. 1963 bekam Bechhofen mit Georg Schmid einen eigenen Seelsorger. 1967 wurde die Kuratie Herz Jesu zur Pfarrei erhoben.
Heute gehört Herz Jesu zum Pfarrverband Burgheide.

## Architektur

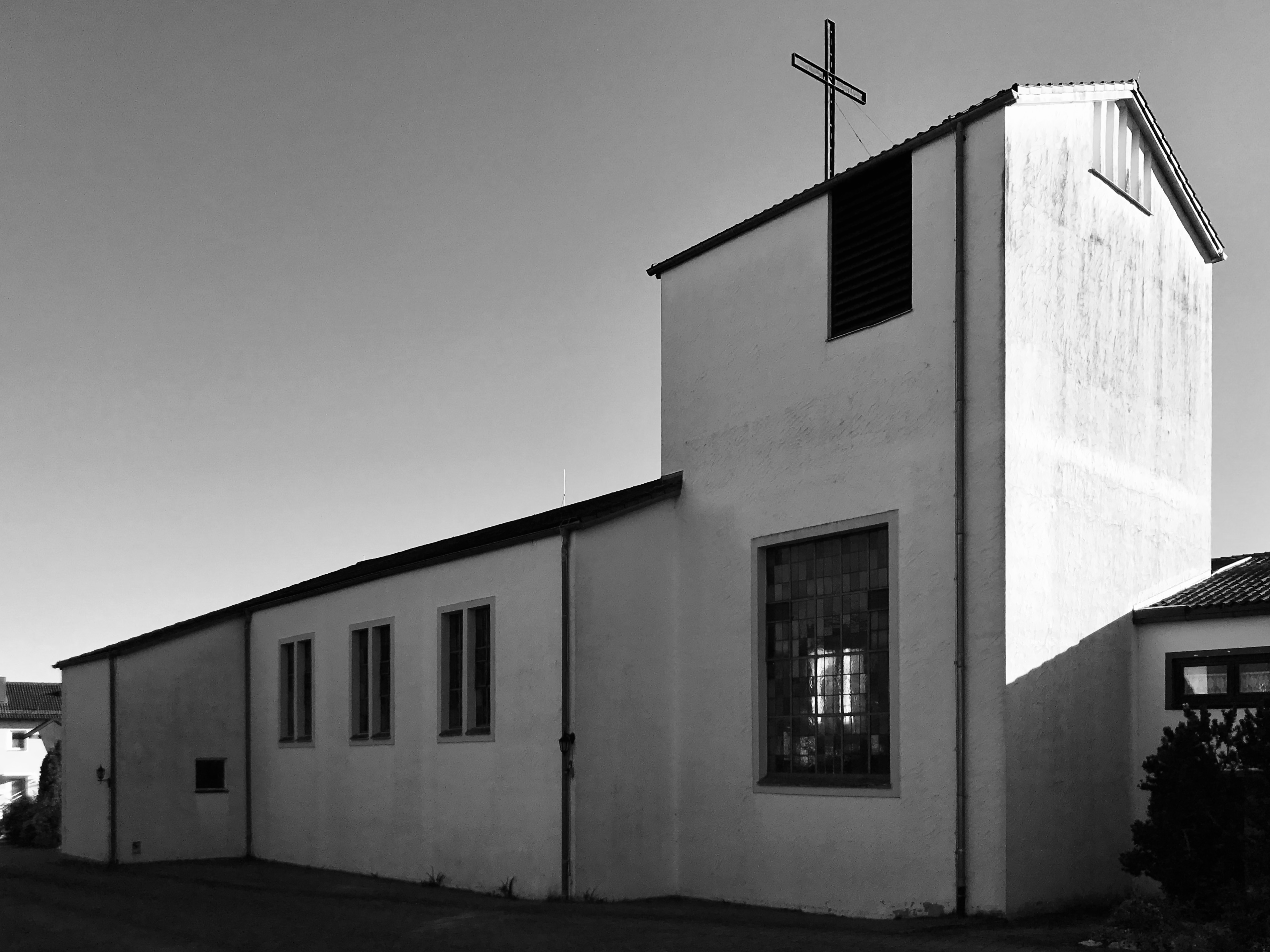
Seitenansicht

Die Kirche ist ein einfacher Satteldachbau von Architekt Ludwig Geith. Die Kirche platziert sich in seine Umgebung behutsam mit seiner Dachform ein. Eine Eingangsvorhalle mit Kreuz auf dem flachen Dach befindet sich an der Ostseite. Rechts davon gibt es ein Rundfenster. An der Nord- und Südseite hat das Langhaus drei Achsen mit je paarweise angeordneten Rechteckfenstern. Der Turm ist ein Stockwerk höher als das Langhaus und hat ebenfalls ein Satteldach mit einem einfachen Kreuz darauf. An der Nordseite gibt es ein Rechteckfenster, an der Südseite schließt sich die Sakristei mit Pultdach an. Im Glockengeschoss gibt es an der Nord- und Südseite rechteckige Schallöffnungen. Links vor dem Eingangsbereich befindet sich seit 1976 ein Brunnen, der mit seinen vier Wappen an die Heimatvertriebenen aus Ostpreußen, Sudetenland, Schlesien und Karpaten erinnern soll. Seit 1988 steht rechts vor dem Eingangsbereich ein Holzkruzifix. Zwischen 1986 und 1987 wurde ein Pfarr- und Jugendheim errichtet, das sich an der Westseite des Turmes und der Sakristei anschließt. Zu gleicher Zeit wurde die Kirche renoviert.
Der einschiffige Saal schließt innen mit einer Holzdecke flach ab. An der Westseite ist er mit dem Chor verbunden. Links davon ist hinter blauem Hintergrund eine Statue der Madonna mit Kind angebracht, rechts davon ebenfalls hinter blauem Hintergrund eine Statue von Jesus. Im Chor befindet sich der Altar. Darüber ist eine überlebensgroße Skulptur des gekreuzigten Jesus an der Wand angebracht, die vom Bildhauer Guido Martini geschaffen wurde.